# Mikojan-Gurewitsch DIS
Mikojan-Gurewitsch DIS (russisch Микоян-Гуревич ДИС) ist die Bezeichnung für ein sowjetisches zweimotoriges Jagdflugzeug-Projekt vom Beginn der 1940er-Jahre. Nach zwei gebauten Prototypen wurden die Arbeiten an diesem Modell zugunsten der Pe-3bis eingestellt.

## Entwicklung
Konstruktionsziel war bei diesem Typ die Schaffung eines Langstrecken-Begleitjägers für die sowjetischen Bomberverbände, die Bezeichnung DIS (Dwuchmotorni Istrebitel Soprowoschdenija, zweimotoriges Begleitjagdflugzeug) weist auf diesen Verwendungszweck hin. Konkurrenzmuster war die TIS von Polikarpow, die jedoch ebenfalls nicht in die Serienfertigung gelangte.

Im Mai 1941 wurde das erste Exemplar fertiggestellt, im Sommer nahm es mit zwei Mikulin-AM-37-Motoren die Flugerprobung auf. Um den Einsatzbereich möglichst vielseitig zu gestalten, war die Mitnahme von Bomben am Rumpf sowie von Kameras im Bug vorgesehen.
Ein zweiter Prototyp entstand 1942 und erhielt als Antrieb zwei Schwezow-ASch-82F-Triebwerke. Bei einer Serienfertigung sollte die Maschine die Truppenbezeichnung MiG-5 erhalten. Die Versuche mussten jedoch abgebrochen werden, als das Konstruktionsbüro, bedingt durch den Vormarsch der deutschen Truppen, hinter den Ural verlegt wurde.

Es soll 1945 noch eine modifizierte Version gebaut worden sein, deren Entwicklung aufgrund des Vorhandenseins von leistungsstarken Jagdflugzeugen jedoch nicht weiter verfolgt wurde.

## Technische Beschreibung
Die DIS war ein freitragender Tiefdecker in gemischter Holz-/Metallbauweise mit ovalem Rumpfquerschnitt. Die Tragflächen wiesen einen V-förmigen Knick sowie einen keilförmigen Grundriss auf. Das Seitenleitwerk bestand aus zwei Endscheiben, die am freitragenden Höhenleitwerk angebracht waren. Das Hauptfahrwerk konnte in die Triebwerksgondeln, das Heckrad in den Rumpf eingefahren werden.

## Technische Daten

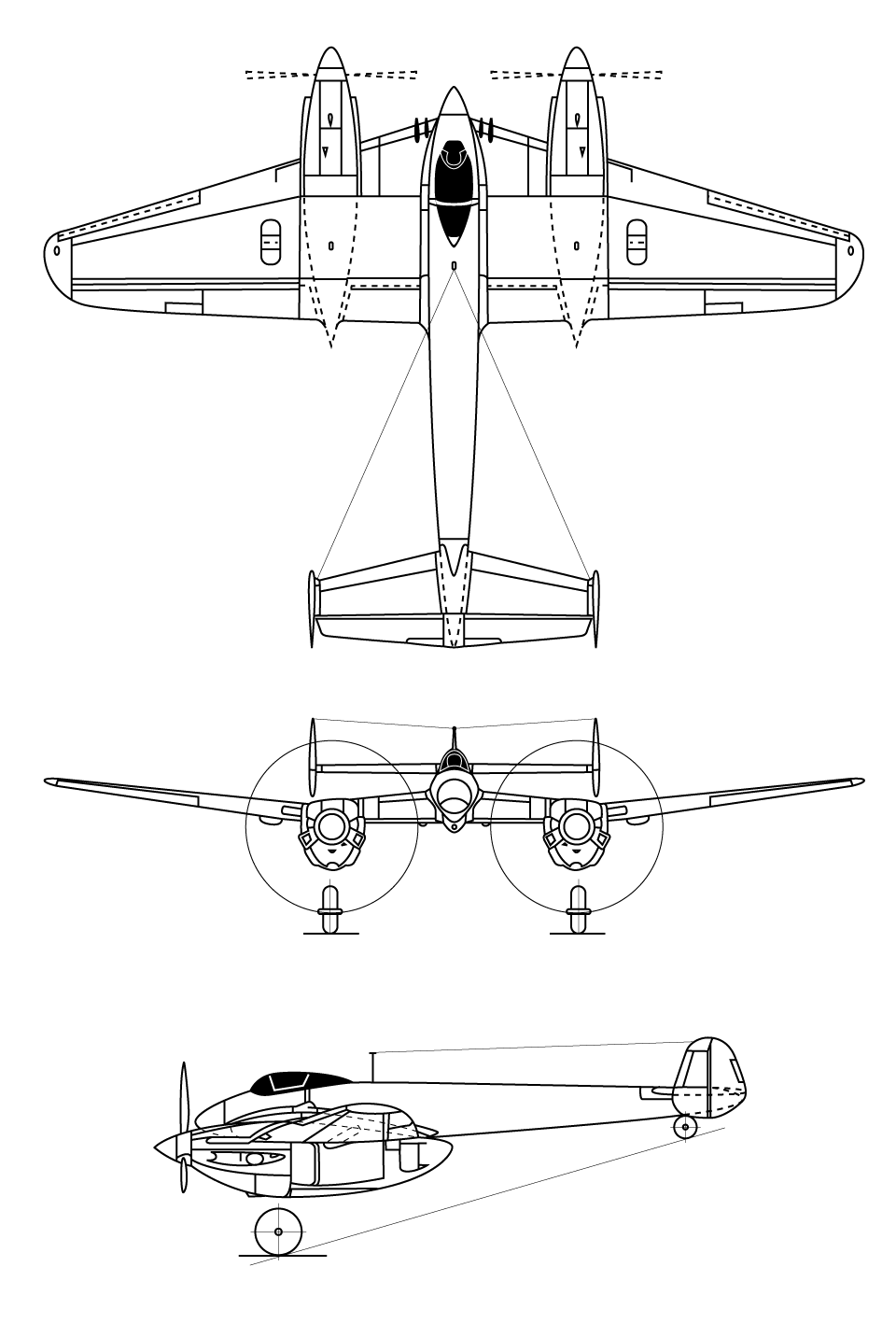
Dreiseitenansicht

| Kenngröße                  | DIS mit AM-37                                                                            | DIS mit ASch-82F (errechnet)                                                            |
| -------------------------- | ---------------------------------------------------------------------------------------- | --------------------------------------------------------------------------------------- |
| Länge                      | 10,87 m                                                                                  | 11,85 m                                                                                 |
| Spannweite                 | 15,10 m                                                                                  | 15,10 m                                                                                 |
| Höhe                       | 3,40 m                                                                                   | ?                                                                                       |
| Flügelfläche               | 38,90 m²                                                                                 | 38,90 m²                                                                                |
| Flügelstreckung            | 5,9                                                                                      | 5,9                                                                                     |
| Flächenbelastung           | 207,20 kg/m²                                                                             | 205,65 kg/m²                                                                            |
| Leistungsbelastung         | 3,83 kg/kW in 6.300 m Höhe                                                               | 3,73 kg/kW in 7.100 m Höhe                                                              |
| Startmasse                 | maximal 8.060 kg                                                                         | maximal 8.000 kg                                                                        |
| Antrieb                    | zwei flüssigkeitsgekühlte 12-Zylinder-V-Motoren Mikulin AM-37 mit je 1.400 PS (1.030 kW) | zwei luftgekühlte 14-Zylinder-Sternmotoren Schwezow ASch-82F mit je 1.700 PS (1.250 kW) |
| Höchstgeschwindigkeit      | 610 km/h in 6.800 m Höhe                                                                 | 604 km/h in 5.000 m Höhe                                                                |
| Steigzeit auf 5.000 m Höhe | 5,5 min                                                                                  | 6,3 min                                                                                 |
| praktische Gipfelhöhe      | 10.800 m                                                                                 | 9.800 m                                                                                 |
| Reichweite                 | 2.280 km                                                                                 | 2.500 km                                                                                |
| maximale Flugdauer         | 5 h                                                                                      | ?                                                                                       |
| Bewaffnung                 | vier 7,62-mm-MG SchKAS zwei 12,7-mm-MG BS eine 23-mm-MK WJa                              | vier 7,62-mm-MG SchKAS zwei 12,7-mm-MG BS zwei 23-mm-MK WJa                             |
| Bombenlast                 | –                                                                                        | eine Unterrumpfaufhängung für eine 1000-kg-Bombe bzw. einen Torpedo                     |